# Oberwiesenfeld (metropolitana di Monaco di Baviera)
Oberwiesenfeld è una stazione della metropolitana di Monaco di Baviera inaugurata il 28 ottobre 2007. È locata tra il villaggio olimpico ed il quartiere di Milbertshofen.
Ci passa la linea 3, che dall'11 dicembre 2010 ha come capolinea la stazione di Moosach.
I muri sono rivestiti di pannelli di alluminio. L'artista Rudolf Herz decorò la parete sud con un'opera intitolata "Ornament". Si tratta di un design geometrico in forma di labirinto. La parete nord invece è rivestita di pannelli arancioni, il colore della linea 3 chiamata anche la linea olimpica.
Oberwiesenfeld è il nome del vecchio aeroporto di Monaco di Baviera che fino agli anni quaranta si trovava in questo posto.